# Yangxin (Binzhou)
Der Kreis Yangxin (chinesisch 阳信县, Pinyin Yángxìn Xiàn) ist ein Kreis in der chinesischen Provinz Shandong. Er gehört zum Verwaltungsgebiet der bezirksfreien Stadt Binzhou. Er hat eine Fläche von 799 km² und zählt 427.014 Einwohner (Stand: Zensus 2010). Sein Hauptort ist die Großgemeinde Yangxin (阳信镇).

## Administrative Gliederung
Auf Gemeindeebene setzt sich der Kreis aus sechs Großgemeinden und drei Gemeinden zusammen. 